# Pentti Aalto
Pentti Aalto (22 tháng 7 năm 1917 - 30 tháng 11 năm 1998) là một nhà ngôn ngữ học người Phần Lan, Tiến sĩ Ngôn ngữ học So sánh từ năm 1958 đến năm 1980 tại Đại học Helsinki. Aalto là học trò của G. J. Ramstedt. Ông bảo vệ luận án tiến sĩ năm 1949 tại Helsinki. Ông cũng là người đầu tiên dịch văn bản đạo đức Tamil cổ Tirukkural sang tiếng Phần Lan.